# Gostilje Brajovićko
Gostilje Brajovićko (en serbe cyrillique : Гостиље Брајовићко) est un village du centre du Monténégro, dans la municipalité de Danilovgrad.

## Démographie

### Évolution historique de la population
| 1948 | 1953 | 1961 | 1971 | 1981 | 1991 | 2003 |
| ---- | ---- | ---- | ---- | ---- | ---- | ---- |
| 158  | 170  | 147  | 103  | 41   | 29   | 23   |